# Liste des MF 77
Cette page est une annexe de l'article « MF 77 ».

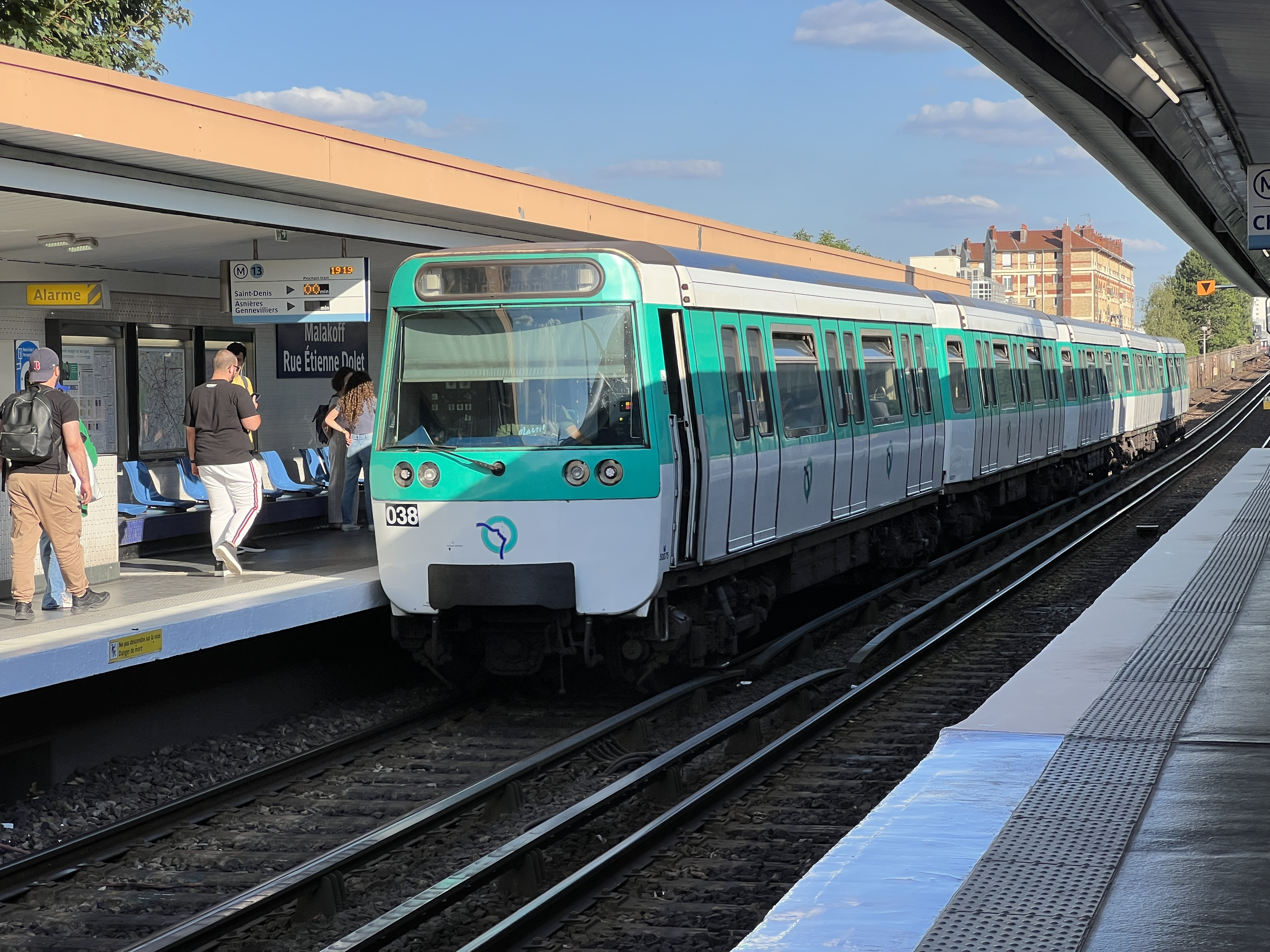
Une rame MF 77 à la station Malakoff - Rue Étienne-Dolet sur la ligne 13.

Cette liste recense les éléments du parc de MF 77, matériel roulant du métro de Paris de la Régie autonome des transports parisiens (RATP).
Au 27 décembre 2024, le parc est constitué de 195 rames (y compris celles en cours de rénovation) : 68 rames pour la ligne 7, 62 pour la ligne 8 et 65 pour la ligne 13.
À l’origine, 197 rames ont été construites. La rame 077 a été victime d'un accident à la station Basilique de Saint-Denis en 1983, endommageant sévèrement les caisses M.30154 et B.32154. Les caisses M.30154 et B.32154, un temps promises à la démolition, ont finalement été réutilisées, après avoir été raccourcies, pour constituer le prototype de la rame expérimentale Boa. Elles sont désormais détruites.
Pour compenser la perte de ces deux caisses, il a été décidé de prélever les caisses M.30137 et B.32137 de la rame 069, qui de fait, ne circule plus en service commercial. La 3e caisse de la rame 069, la M.30138, a été réutilisée en 2005 afin de servir de prototype pour la réalisation de la rénovation des rames de la ligne 13 et a reçu par la même occasion la livrée vert jade. Les deux autres caisses de la rame 069, les B.32138 et NA.31069 sont stockées à l'abandon respectivement au dépôt RER de Sucy et à l’AMT Pleyel, en tant que voiture de formation.
Une seconde rame (la 009G) a déraillé le 1er juillet 2018 à la station  Châtillon - Montrouge, entraînant sa réforme en 2020.

## État du matériel
| Numéro | Composition                              | Mise en service | Radiation | Livrée                  | Ligne      | Précédentes lignes (année de départ) | Année de rénovation | Atelier de rénovation Particularité |
| ------ | ---------------------------------------- | --------------- | --------- | ----------------------- | ---------- | ------------------------------------ | ------------------- | --- |
| 001    | M.30002—B.32002—NA.31001—B.32001—M.30001 | Juillet 1979    |           | RATP                    | (M) · (8)  | (2012)                               |                     | |
| 002    | M.30004—B.32004—NA.31002—B.32003—M.30003 | Septembre 1978  |           | RATP                    | (M) · (8)  | (2011)                               |                     | |
| 003    | M.30006—B.32006—NA.31003—B.32005—M.30010 | Novembre 1978   |           | Île-de-France Mobilités | (M) · (8)  | (2012) (2017) (2023)                 | 2021                | ACC Ingénierie |
| 004    | M.30008—B.32008—NA.31004—B.32007—M.30007 | Septembre 1978  |           | RATP                    | (M) · (13) |                                      | 2009                | AnsaldoBreda |
| 005    | M.30005—B.32010—NA.31005—B.32009—M.30009 | Août 1980       |           | RATP                    | (M) · (13) |                                      | 2010                | AnsaldoBreda |
| 006    | M.30012—B.32012—NA.31006—B.32011—M.30011 | Novembre 1978   |           | RATP                    | (M) · (13) |                                      | 2011                | AnsaldoBreda |
| 007    | M.30014—B.32014—NA.31007—B.32013—M.30013 | Décembre 1978   |           | RATP                    | (M) · (13) |                                      | 2010                | AnsaldoBreda |
| 008    | M.30016—B.32016—NA.31008—B.32015—M.30015 | Janvier 1979    |           | RATP                    | (M) · (13) |                                      | 2010                | AnsaldoBreda |
| 009G   | M.30018—B.32018—NA.31009—B.32017—M.30017 | Décembre 1978   | 2020      | RATP                    | /          | (2020)                               | 2010                | AnsaldoBreda |
| 010G   | M.30020—B.32020—NA.31010—B.32019—M.30019 | Janvier 1979    |           | RATP                    | (M) · (13) |                                      | 2010                | AnsaldoBreda |
| 011G   | M.30022—B.32022—NA.31011—B.32021—M.30021 | Septembre 1981  |           | RATP                    | (M) · (13) |                                      | 2011                | AnsaldoBreda |
| 012G   | M.30024—B.32024—NA.31012—B.32023—M.30023 | Janvier 1979    |           | RATP                    | (M) · (13) |                                      | 2010                | AnsaldoBreda |
| 013G   | M.30026—B.32026—NA.31013—B.32025—M.30025 | Février 1979    |           | Île-de-France Mobilités | (M) · (7)  | (2003)                               | 2019                | ACC Ingénierie |
| 014G   | M.30028—B.32028—NA.31014—B.32027—M.30027 | Mai 1979        |           | RATP                    | (M) · (13) | (2009)                               | 2009                | AnsaldoBreda |
| 015G   | M.30030—B.32030—NA.31015—B.32029—M.30029 | Mars 1979       |           | RATP                    | (M) · (8)  |                                      |                     | |
| 016G   | M.30032—B.32032—NA.31016—B.32031—M.30031 | Mars 1979       |           | Île-de-France Mobilités | (M) · (8)  |                                      | ?                   | ACC Ingénierie |
| 017G   | M.30034—B.32034—NA.31017—B.32033—M.30033 | Mars 1979       |           | Île-de-France Mobilités | (M) · (7)  | (2020)                               | 2020                | ACC Ingénerie |
| 018G   | M.30036—B.32036—NA.31018—B.32035—M.30035 | Mars 1979       |           | RATP                    | (M) · (8)  |                                      |                     | |
| 019G   | M.30038—B.32038—NA.31019—B.32037—M.30037 | Juin 1979       |           | Île-de-France Mobilités | (M) · (7)  | (2012)                               | 2020                | ACC Ingénerie |
| 020G   | M.30040—B.32040—NA.31020—B.32039—M.30039 | Juillet 1980    |           | Île-de-France Mobilités | (M) · (8)  |                                      | 2024                | ACC Ingénierie |
| 021G   | M.30042—B.32042—NA.31021—B.32041—M.30041 | Mai 1979        |           | RATP                    | (M) · (13) |                                      | 2009                | AnsaldoBreda |
| 022G   | M.30044—B.32044—NA.31022—B.32043—M.30043 | Mai 1979        |           | RATP                    | (M) · (13) |                                      | 2010                | AnsaldoBreda |
| 023G   | M.30046—B.32046—NA.31023—B.32045—M.30045 | Mai 1979        |           | Île-de-France Mobilités | (M) · (7)  |                                      | 2019                | ACC Ingénierie |
| 024G   | M.30048—B.32048—NA.31024—B.32047—M.30047 | Juin 1979       |           | Île-de-France Mobilités | (M) · (7)  |                                      | 2019                | ACC Ingénierie |
| 025G   | M.30050—B.32050—NA.31025—B.32049—M.30049 | Mai 1979        |           | Île-de-France Mobilités | (M) · (7)  |                                      | 2020                | ACC Ingénierie |
| 026G   | M.30052—B.32052—NA.31026—B.32051—M.30051 | Juin 1979       |           | Île-de-France Mobilités | (M) · (7)  |                                      | 2021                | ACC Ingénierie |
| 027G   | M.30054—B.32054—NA.31027—B.32053—M.30053 | Juin 1979       |           | Île-de-France Mobilités | (M) · (7)  |                                      | 2021                | ACC Ingénierie |
| 028    | M.30056—B.32056—NA.31028—B.32055—M.30055 | Juin 1979       |           | RATP                    | (M) · (13) |                                      | 2011                | AnsaldoBreda |
| 029G   | M.30058—B.32058—NA.31029—B.32057—M.30057 | Août 1979       |           | Île-de-France Mobilités | (M) · (7)  |                                      | 2021                | ACC Ingénierie |
| 030G   | M.30060—B.32060—NA.31030—B.32059—M.30059 | Juillet 1979    |           | Île-de-France Mobilités | (M) · (7)  | (1986)                               | 2019                | ACC Ingénierie |
| 031    | M.30062—B.32062—NA.31031—B.32061—M.30061 | Août 1979       |           | RATP                    | (M) · (13) | (2002)                               | 2010                | AnsaldoBreda |
| 032    | M.30064—B.32064—NA.31032—B.32063—M.30063 | Septembre 1979  |           | Île-de-France Mobilités | (M) · (7)  | (2002) (2011)                        | 2021                | ACC Ingénierie |
| 033G   | M.30066—B.32066—NA.31033—B.32065—M.30065 | Septembre 1979  |           | Île-de-France Mobilités | (M) · (7)  | (1986)                               | 2019                | ACC Ingénierie |
| 034G   | M.30068—B.32068—NA.31034—B.32067—M.30067 | Septembre 1979  |           | Île-de-France Mobilités | (M) · (8)  | (2020)                               | 2025                | ACC ingénierie |
| 035G   | M.30070—B.32070—NA.31035—B.32069—M.30069 | Septembre 1979  |           | Île-de-France Mobilités | (M) · (7)  |                                      | 2022                | ACC Ingénierie |
| 036G   | M.30072—B.32072—NA.31036—B.32071—M.30071 | Octobre 1979    |           | Île-de-France Mobilités | (M) · (7)  |                                      | 2021                | ACC Ingénierie |
| 037G   | M.30074—B.32074—NA.31037—B.32073—M.30073 | Novembre 1979   |           | Île-de-France Mobilités | (M) · (7)  |                                      | 2021                | ACC Ingénierie |
| 038    | M.30076—B.32076—NA.31038—B.32075—M.30075 | Mars 1979       |           | RATP                    | (M) · (13) | (2002)                               | 2011                | AnsaldoBreda |
| 039    | M.30078—B.32078—NA.31039—B.32077—M.30077 | Avril 1979      |           | RATP                    | (M) · (13) | (2002)                               | 2010                | AnsaldoBreda |
| 040    | M.30080—B.32080—NA.31040—B.32079—M.30079 | Avril 1979      |           | Île-de-France Mobilités | (M) · (7)  |                                      | 2020                | ACC Ingénierie |
| 041    | M.30082—B.32082—NA.31041—B.32081—M.30081 | Mai 1979        |           | Île-de-France Mobilités | (M) · (7)  |                                      | 2022                | ACC Ingénierie |
| 042    | M.30084—B.32084—NA.31042—B.32083—M.30083 | Mai 1979        |           | RATP                    | (M) · (13) | (2002)                               | 2010                | AnsaldoBreda |
| 043    | M.30086—B.32086—NA.31043—B.32085—M.30085 | Juin 1979       |           | Île-de-France Mobilités | (M) · (8)  |                                      | 2023                | ACC Ingénierie |
| 044    | M.30088—B.32088—NA.31044—B.32087—M.30087 | Juin 1979       |           | Île-de-France Mobilités | (M) · (8)  |                                      | 2025                | ACC Ingénierie |
| 045    | M.30090—B.32090—NA.31045—B.32089—M.30089 | Juin 1979       |           | RATP                    | (M) · (13) |                                      | 2010                | AnsaldoBreda |
| 046    | M.30092—B.32092—NA.31046—B.32091—M.30091 | Juillet 1979    |           | RATP                    | (M) · (13) |                                      | 2008                | AnsaldoBreda |
| 047    | M.30094—B.32094—NA.31047—B.32093—M.30093 | Juillet 1979    |           | RATP                    | (M) · (13) |                                      | 2010                | AnsaldoBreda |
| 048    | M.30096—B.32096—NA.31048—B.32095—M.30095 | Juillet 1979    |           | RATP                    | (M) · (13) |                                      | 2009                | AnsaldoBreda |
| 049    | M.30098—B.32098—NA.31049—B.32097—M.30097 | Août 1979       |           | RATP                    | (M) · (13) |                                      | 2009                | AnsaldoBreda |
| 050    | M.30100—B.32100—NA.31050—B.32099—M.30099 | Août 1979       |           | RATP                    | (M) · (13) |                                      | 2011                | AnsaldoBreda |
| 051    | M.30102—B.32102—NA.31051—B.32101—M.30101 | Septembre 1979  |           | RATP                    | (M) · (13) | (2003) (2005)                        | 2008                | AnsaldoBreda |
| 052    | M.30104—B.32104—NA.31052—B.32103—M.30103 | Septembre 1979  |           | RATP                    | (M) · (13) | (2002)                               | 2010                | AnsaldoBreda |
| 053    | M.30106—B.32106—NA.31053—B.32105—M.30105 | Octobre 1979    |           | RATP                    | (M) · (13) | (2002)                               | 2011                | AnsaldoBreda |
| 054    | M.30108—B.32108—NA.31054—B.32107—M.30107 | Octobre 1979    |           | RATP                    | (M) · (13) | (2002)                               | 2011                | AnsaldoBreda |
| 055    | M.30110—B.32110—NA.31055—B.32109—M.30109 | Octobre 1979    |           | RATP                    | (M) · (13) | (2002)                               | 2009                | AnsaldoBreda |
| 056    | M.30112—B.32112—NA.31056—B.32111—M.30111 | Novembre 1979   |           | RATP                    | (M) · (13) | (2002)                               | 2011                | AnsaldoBreda |
| 057    | M.30114—B.32114—NA.31057—B.32113—M.30113 | Décembre 1979   |           | RATP                    | (M) · (13) | (1998)                               | 2011                | AnsaldoBreda |
| 058    | M.30116—B.32116—NA.31058—B.32115—M.30115 | Décembre 1979   |           | RATP                    | (M) · (13) | (1998)                               | 2008                | AnsaldoBreda |
| 059    | M.30118—B.32118—NA.31059—B.32117—M.30117 | Décembre 1979   |           | RATP                    | (M) · (13) |                                      | 2010                | AnsaldoBreda |
| 060G   | M.30120—B.32120—NA.31060—B.32119—M.30119 | Décembre 1979   |           | Île-de-France Mobilités | (M) · (7)  |                                      | 2020                | ACC Ingénierie |
| 061G   | M.30122—B.32122—NA.31061—B.32121—M.30121 | Janvier 1980    |           | Île-de-France Mobilités | (M) · (7)  |                                      | 2019                | ACC Ingénierie |
| 062G   | M.30124—B.32124—NA.31062—B.32123—M.30123 | Décembre 1979   |           | Île-de-France Mobilités | (M) · (7)  |                                      | 2022                | ACC Ingénierie |
| 063    | M.30126—B.32126—NA.31063—B.32125—M.30125 | Décembre 1979   |           | RATP                    | (M) · (13) |                                      | 2008                | AnsaldoBreda |
| 064    | M.30128—B.32128—NA.31064—B.32127—M.30127 | Janvier 1981    |           | RATP                    | (M) · (13) |                                      | 2011                | AnsaldoBreda |
| 065    | M.30130—B.32130—NA.31065—B.32129—M.30129 | Juin 1980       |           | RATP                    | (M) · (13) |                                      | 2010                | AnsaldoBreda |
| 066    | M.30132—B.32132—NA.31066—B.32131—M.30131 | Février 1980    |           | RATP                    | (M) · (13) |                                      | 2007                | AnsaldoBreda |
| 067    | M.30134—B.32134—NA.31067—B.32133—M.30133 | Mars 1980       |           | RATP                    | (M) · (8)  | (2012) (2017)                        |                     | |
| 068    | M.30136—B.32136—NA.31068—B.32135—M.30135 | Mars 1980       |           | RATP                    | (M) · (13) |                                      | 2008                | AnsaldoBreda |
| 069    | M.30138—B.32138—NA.31069                 | Mai 1980        | 1983      |                         | Réformée   | (1983)                               |                     | B.32137 et M.30137 prélevées pour la rame 077 en 1983.                                                                                                |
| 070    | M.30140—B.32140—NA.31070—B.32139—M.30139 | Mars 1980       |           | RATP                    | (M) · (13) |                                      | 2007                | AnsaldoBreda |
| 071    | M.30142—B.32142—NA.31071—B.32141—M.30141 | Avril 1980      |           | RATP                    | (M) · (13) |                                      | 2011                | AnsaldoBreda |
| 072    | M.30144—B.32144—NA.31072—B.32143—M.30143 | Avril 1980      |           | RATP                    | (M) · (13) |                                      | 2008                | AnsaldoBreda |
| 073    | M.30146—B.32146—NA.31073—B.32145—M.30145 | Mai 1980        |           | RATP                    | (M) · (13) |                                      | 2009                | AnsaldoBreda |
| 074    | M.30148—B.32148—NA.31074—B.32147—M.30147 | Juin 1980       |           | RATP                    | (M) · (13) |                                      | 2008                | AnsaldoBreda |
| 075    | M.30150—B.32150—NA.31075—B.32149—M.30149 | Août 1980       |           | RATP                    | (M) · (13) |                                      | 2007                | AnsaldoBreda |
| 076    | M.30152—B.32152—NA.31076—B.32151—M.30151 | Juin 1980       |           | RATP                    | (M) · (13) |                                      | 2007                | AnsaldoBreda |
| 077    | M.30154—B.32154                          | Mai 1980        | ?         | ?                       |            |                                      |                     | caisses ayant servi au prototype Boa |
| 077    | M.30137—B.32137—NA.31077—B.32153—M.30153 | Mai 1980        |           | RATP                    | (M) · (13) |                                      | 2009                | AnsaldoBreda Rame ayant subi un accident à Basilique de Saint-Denis en 1983. Des éléments de la rame 069, ont été prélevés pour reconstituer la rame. |
| 078    | M.30156—B.32156—NA.31078—B.32155—M.30155 | Juillet 1980    |           | RATP                    | (M) · (13) |                                      | 2008                | AnsaldoBreda |
| 079    | M.30158—B.32158—NA.31079—B.32157—M.30157 | Juillet 1980    |           | RATP                    | (M) · (13) |                                      | 2007                | AnsaldoBreda |
| 080    | M.30160—B.32160—NA.31080—B.32159—M.30159 | Décembre 1979   |           | Île de France Mobilités | (M) · (7)  |                                      | 2021                | ACC Ingénierie |
| 081    | M.30162—B.32162—NA.31081—B.32161—M.30161 | Février 1980    |           | Île-de-France Mobilités | (M) · (7)  |                                      | 2020                | ACC Ingénierie |
| 082    | M.30164—B.32164—NA.31082—B.32163—M.30163 | Janvier 1980    |           | Île-de-France Mobilités | (M) · (7)  |                                      | 2020                | ACC Ingénierie |
| 083    | M.30166—B.32166—NA.31083—B.32165—M.30165 | Mars 1980       |           | Île-de-France Mobilités | (M) · (7)  |                                      | 2019                | ACC Ingénierie |
| 084    | M.30168—B.32168—NA.31084—B.32167—M.30167 | Mars 1980       |           | Île-de-France Mobilités | (M) · (7)  |                                      | 2019                | ACC Ingénierie |
| 085    | M.30170—B.32170—NA.31085—B.32169—M.30169 | Avril 1980      |           | Île-de-France Mobilités | (M) · (7)  |                                      | 2020                | ACC Ingénierie |
| 086    | M.30172—B.32172—NA.31086—B.32171—M.30171 | Avril 1980      |           | Île-de-France Mobilités | [ 9 ]      | (2003) (2012) (2023)                 | 2021                | ACC Ingénierie |
| 087    | M.30174—B.32174—NA.31087—B.32173—M.30173 | Octobre 1979    |           | RATP                    | (M) · (8)  |                                      |                     | |
| 088    | M.30176—B.32176—NA.31088—B.32175—M.30175 | Septembre 1981  |           | Île-de-France Mobilités | [ 10 ]     | (2018) (2023)                        | 2023                | ACC Ingénierie |
| 089    | M.30178—B.32178—NA.31089—B.32177—M.30177 | Mars 1980       |           | RATP                    | (M) · (13) | (2003) (2005)                        | 2011                | AnsaldoBreda |
| 090    | M.30180—B.32180—NA.31090—B.32179—M.30179 | Avril 1980      |           | RATP                    | (M) · (13) | (2003)                               | 2010                | AnsaldoBreda |
| 091    | M.30182—B.32182—NA.31091—B.32181—M.30181 | Juillet 1980    |           | Île-de-France Mobilités | (M) · (7)  |                                      | 2020                | ACC Ingénierie |
| 092    | M.30184—B.32184—NA.31092—B.32183—M.30183 | Mai 1980        |           | Île-de-France Mobilités | (M) · (7)  |                                      | 2021                | ACC Ingénierie |
| 093    | M.30186—B.32186—NA.31093—B.32185—M.30185 | Juin 1980       |           | RATP                    | (M) · (8)  |                                      |                     | |
| 094    | M.30188—B.32188—NA.31094—B.32187—M.30187 | Mai 1980        |           | RATP                    | (M) · (13) | (2008)                               | 2007                | AnsaldoBreda |
| 095    | M.30190—B.32190—NA.31095—B.32189—M.30189 | Juin 1980       |           | Île-de-France Mobilités | (M) · (7)  |                                      | 2022                | ACC Ingénierie |
| 096    | M.30192—B.32192—NA.31096—B.32191—M.30191 | Juillet 1980    |           | Île-de-France Mobilités | (M) · (7)  |                                      | 2020                | ACC Ingénierie |
| 097    | M.30194—B.32194—NA.31097—B.32193—M.30193 | Juillet 1980    |           | RATP                    | (M) · (8)  |                                      |                     | |
| 098    | M.30196—B.32196—NA.31098—B.32195—M.30195 | Avril 1979      |           | RATP                    | (M) · (8)  |                                      |                     | |
| 099    | M.30198—B.32198—NA.31099—B.32197—M.30197 | Octobre 1980    |           | RATP                    | (M) · (13) | (2008)                               | 2008                | AnsaldoBreda |
| 100    | M.30200—B.32200—NA.31100—B.32199—M.30199 | Septembre 1980  |           | RATP                    | (M) · (8)  |                                      |                     | |
| 101    | M.30202—B.32202—NA.31101—B.32201—M.30201 | Août 1980       |           | RATP                    | (M) · (8)  |                                      |                     | |
| 102    | M.30204—B.32204—NA.31102—B.32203—M.30203 | Septembre 1980  |           | Île-de-France Mobilités | (M) · (8)  |                                      | 2024                | ACC Ingénierie |
| 103    | M.30206—B.32206—NA.31103—B.32205—M.30205 | Septembre 1980  |           | Île-de-France Mobilités | (M) · (7)  | (2018)                               | 2022                | ACC Ingénierie |
| 104    | M.30208—B.32208—NA.31104—B.32207—M.30207 | Septembre 1980  |           | RATP                    | (M) · (8)  |                                      |                     | |
| 105    | M.30210—B.32210—NA.31105—B.32209—M.30209 | Septembre 1980  |           | Île-de-France Mobilités | (M) · (8)  | (2018) (2024)                        | 2019                | ACC Ingénierie |
| 106    | M.30212—B.32212—NA.31106—B.32211—M.30211 | Septembre 1980  |           | RATP                    | (M) · (8)  |                                      |                     | |
| 107    | M.30214—B.32214—NA.31107—B.32213—M.30213 | Octobre 1980    |           | Île-de-France Mobilités | (M) · (8)  |                                      | 2025                | ACC Ingénierie |
| 108    | M.30216—B.32216—NA.31108—B.32215—M.30215 | Octobre 1980    |           | RATP                    | (M) · (8)  |                                      |                     | |
| 109    | M.30218—B.32218—NA.31109—B.32217—M.30217 | Novembre 1980   |           | Île-de-France Mobilités | (M) · (8)  |                                      | 2024                | ACC Ingénierie |
| 110    | M.30220—B.32220—NA.31110—B.32219—M.30219 | Juillet 1980    |           | RATP                    | (M) · (8)  |                                      |                     | |
| 111    | M.30222—B.32222—NA.31111—B.32221—M.30221 | Août 1980       |           | RATP                    | (M) · (13) |                                      | 2010                | AnsaldoBreda |
| 112    | M.30224—B.32224—NA.31112—B.32223—M.30223 | Mars 1979       |           | RATP                    | (M) · (13) | (2010)                               | 2010                | AnsaldoBreda |
| 113    | M.30226—B.32226—NA.31113—B.32225—M.30225 | Octobre 1980    |           | Île-de-France Mobilités | (M) · (8)  |                                      | 2024                | ACC Ingénierie |
| 114    | M.30228—B.32228—NA.31114—B.32227—M.30227 | Octobre 1980    |           | RATP                    | (M) · (8)  |                                      |                     | |
| 115    | M.30230—B.32230—NA.31115—B.32229—M.30229 | Novembre 1980   |           | RATP                    | (M) · (13) | (2011)                               | 2011                | AnsaldoBreda |
| 116    | M.30232—B.32232—NA.31116—B.32231—M.30231 | Novembre 1980   |           | Île-de-France Mobilités | (M) · (8)  |                                      | 2024                | ACC Ingénierie |
| 117    | M.30234—B.32234—NA.31117—B.32233—M.30233 | Décembre 1980   |           | RATP                    | (M) · (8)  |                                      |                     | |
| 118G   | M.30236—B.32236—NA.31118—B.32235—M.30235 | Décembre 1980   |           | Île-de-France Mobilités | (M) · (8)  |                                      | 2025                | ACC Ingénierie |
| 119    | M.30238—B.32238—NA.31119—B.32237—M.30237 | Janvier 1981    |           | Île-de-France Mobilités | (M) · (8)  |                                      | 2025                | ACC Ingénierie |
| 120G   | M.30240—B.32240—NA.31120—B.32239—M.30239 | Janvier 1981    |           | RATP                    | (M) · (8)  |                                      |                     | |
| 121G   | M.30242—B.32242—NA.31121—B.32241—M.30241 | Janvier 1981    |           | RATP                    | (M) · (8)  |                                      |                     | |
| 122G   | M.30244—B.32244—NA.31122—B.32243—M.30243 | Février 1981    |           | Île-de-France Mobilités | (M) · (8)  |                                      | 2023                | ACC Ingénierie |
| 123G   | M.30246—B.32246—NA.31123—B.32245—M.30245 | Mars 1981       |           | RATP                    | (M) · (8)  |                                      |                     | |
| 124G   | M.30248—B.32248—NA.31124—B.32247—M.30247 | Mars 1981       |           | RATP                    | (M) · (8)  |                                      |                     | |
| 125G   | M.30250—B.32250—NA.31125—B.32249—M.30249 | Avril 1981      |           | Île-de-France Mobilités | (M) · (8)  |                                      | 2024                | ACC Ingénierie |
| 126G   | M.30252—B.32252—NA.31126—B.32251—M.30251 | Mai 1981        |           | Île-de-France Mobilités | (M) · (8)  |                                      | 2023                | ACC Ingénierie |
| 127    | M.30254—B.32254—NA.31127—B.32253—M.30253 | Novembre 1980   |           | RATP                    | (M) · (8)  |                                      |                     | |
| 128    | M.30256—B.32256—NA.31128—B.32255—M.30255 | Novembre 1980   |           | RATP                    | (M) · (8)  |                                      |                     | |
| 129    | M.30258—B.32258—NA.31129—B.32257—M.30257 | Novembre 1980   |           | RATP                    | (M) · (8)  |                                      |                     | |
| 130    | M.30260—B.32260—NA.31130—B.32259—M.30259 | Novembre 1980   |           | RATP                    | (M) · (8)  |                                      |                     | |
| 131    | M.30262—B.32262—NA.31131—B.32261—M.30261 | Décembre 1980   |           | RATP                    | (M) · (8)  |                                      |                     | |
| 132    | M.30264—B.32264—NA.31132—B.32263—M.30263 | Décembre 1980   |           | RATP                    | (M) · (8)  |                                      |                     | |
| 133    | M.30266—B.32266—NA.31133—B.32265—M.30265 | Janvier 1981    |           | RATP                    | (M) · (8)  |                                      |                     | |
| 134    | M.30268—B.32268—NA.31134—B.32267—M.30267 | Janvier 1981    |           | Île-de-France Mobilités | (M) · (8)  |                                      | 2025                | ACC Ingénierie |
| 135    | M.30270—B.32270—NA.31135—B.32269—M.30269 | Février 1981    |           | Île-de-France Mobilités | (M) · (8)  |                                      | 2023                | ACC Ingénierie |
| 136    | M.30272—B.32272—NA.31136—B.32271—M.30271 | Mars 1981       |           | Île-de-France Mobilités | (M) · (8)  |                                      | 2024                | ACC Ingénierie |
| 137    | M.30274—B.32274—NA.31137—B.32273—M.30273 | Mars 1981       |           | Île-de-France Mobilités | (M) · (8)  |                                      | 2023                | ACC Ingénierie |
| 138    | M.30276—B.32276—NA.31138—B.32275—M.30275 | Avril 1981      |           | Île-de-France Mobilités | (M) · (8)  |                                      | 2024                | ACC Ingénierie |
| 139    | M.30278—B.32278—NA.31139—B.32277—M.30277 | Avril 1981      |           | Île-de-France Mobilités | (M) · (8)  |                                      | 2024                | ACC Ingénierie |
| 140    | M.30280—B.32280—NA.31140—B.32279—M.30279 | Mai 1981        |           | Île-de-France Mobilités | (M) · (8)  |                                      | 2025                | ACC Ingénierie |
| 141    | M.30282—B.32282—NA.31141—B.32281—M.30281 | Mai 1981        |           | Île-de-France Mobilités | (M) · (8)  |                                      | 2025                | ACC Ingénierie |
| 142    | M.30284—B.32284—NA.31142—B.32283—M.30283 | Mai 1981        |           | Île-de-France Mobilités | (M) · (8)  |                                      | 2023                | ACC Ingénierie |
| 143    | M.30286—B.32286—NA.31143—B.32285—M.30285 | Juin 1981       |           | Île-de-France Mobilités | (M) · (8)  |                                      | 2024                | ACC Ingénierie |
| 144    | M.30288—B.32288—NA.31144—B.32287—M.30287 | Juin 1981       |           | RATP                    | (M) · (8)  |                                      |                     | |
| 145    | M.30290—B.32290—NA.31145—B.32289—M.30289 | Juillet 1981    |           | RATP                    | (M) · (8)  |                                      |                     | |
| 146    | M.30292—B.32292—NA.31146—B.32291—M.30291 | Août 1981       |           | RATP                    | (M) · (8)  |                                      |                     | |
| 147    | M.30294—B.32294—NA.31147—B.32293—M.30293 | Septembre 1981  |           | Île-de-France Mobilités | (M) · (7)  |                                      | 2022                | ACC Ingénierie |
| 148G   | M.30296—B.32296—NA.31148—B.32295—M.30295 | Juin 1981       |           | RATP                    | (M) · (13) |                                      | 2009                | AnsaldoBreda |
| 149G   | M.30298—B.32298—NA.31149—B.32297—M.30297 | Juin 1981       |           | RATP                    | (M) · (13) |                                      | 2010                | AnsaldoBreda |
| 150G   | M.30300—B.32300—NA.31150—B.32299—M.30299 | Juin 1981       |           | RATP                    | (M) · (13) |                                      | 2008                | AnsaldoBreda |
| 151G   | M.30302—B.32302—NA.31151—B.32301—M.30301 | Juillet 1981    |           | RATP                    | (M) · (13) |                                      | 2009                | AnsaldoBreda |
| 152G   | M.30304—B.32304—NA.31152—B.32303—M.30303 | Juillet 1981    |           | RATP                    | (M) · (13) |                                      | 2011                | AnsaldoBreda |
| 153G   | M.30306—B.32306—NA.31153—B.32305—M.30305 | Août 1981       |           | RATP                    | (M) · (13) |                                      | 2010                | AnsaldoBreda |
| 154G   | M.30308—B.32308—NA.31154—B.32307—M.30307 | Août 1981       |           | RATP                    | (M) · (13) |                                      | 2008                | AnsaldoBreda |
| 155G   | M.30310—B.32310—NA.31155—B.32309—M.30309 | Octobre 1981    |           | RATP                    | (M) · (13) |                                      | ?                   | AnsaldoBreda |
| 156G   | M.30312—B.32312—NA.31156—B.32311—M.30311 | Octobre 1981    |           | RATP                    | (M) · (13) |                                      | 2007                | AnsaldoBreda |
| 157G   | M.30314—B.32314—NA.31157—B.32313—M.30313 | Novembre 1981   |           | RATP                    | (M) · (13) |                                      | 2011                | AnsaldoBreda |
| 158G   | M.30316—B.32316—NA.31158—B.32315—M.30315 | Novembre 1981   |           | RATP                    | (M) · (13) |                                      | 2011                | AnsaldoBreda |
| 159    | M.30318—B.32318—NA.31159—B.32317—M.30317 | Décembre 1981   |           | RATP                    | (M) · (13) | (2010)                               | 2010                | AnsaldoBreda |
| 160    | M.30320—B.32320—NA.31160—B.32319—M.30319 | Janvier 1982    |           | Île-de-France mobilités | (M) · (7)  |                                      | 2019                | ACC Ingénierie |
| 161    | M.30322—B.32322—NA.31161—B.32321—M.30321 | Janvier 1982    |           | Île-de-France mobilités | (M) · (8)  | (2017)                               | 2024                | ACC Ingénierie |
| 162    | M.30324—B.32324—NA.31162—B.32323—M.30323 | Mars 1982       |           | Île-de-France Mobilités | (M) · (7)  |                                      | 2019                | ACC Ingénierie |
| 163    | M.30326—B.32326—NA.31163—B.32325—M.30325 | Mars 1982       |           | Île-de-France Mobilités | (M) · (7)  |                                      | 2019                | ACC Ingénierie |
| 164    | M.30328—B.32328—NA.31164—B.32327—M.30327 | Juin 1982       |           | Île-de-France Mobilités | (M) · (7)  |                                      | 2021                | ACC Ingénierie |
| 165    | M.30330—B.32330—NA.31165—B.32329—M.30329 | Août 1982       |           | Île-de-France Mobilités | (M) · (7)  |                                      | 2020                | ACC Ingénierie |
| 166    | M.30332—B.32332—NA.31166—B.32331—M.30331 | Septembre 1982  |           | Île-de-France Mobilités | (M) · (7)  |                                      | 2018                | ACC Ingénierie |
| 167    | M.30334—B.32334—NA.31167—B.32333—M.30333 | Février 1983    |           | Île-de-France Mobilités | (M) · (7)  |                                      | 2022                | ACC Ingénierie |
| 168    | M.30336—B.32336—NA.31168—B.32335—M.30335 | Octobre 1981    |           | Île-de-France Mobilités | (M) · (7)  |                                      | 2021                | ACC Ingénierie |
| 169    | M.30338—B.32338—NA.31169—B.32337—M.30337 | Novembre 1981   |           | Île-de-France Mobilités | (M) · (7)  |                                      | 2019                | ACC Ingénierie |
| 170    | M.30340—B.32340—NA.31170—B.32339—M.30339 | Novembre 1981   |           | Île-de-France Mobilités | (M) · (7)  |                                      | 2021                | ACC Ingénierie |
| 171    | M.30342—B.32342—NA.31171—B.32341—M.30341 | Décembre 1981   |           | Île-de-France Mobilités | (M) · (7)  |                                      | 2019                | ACC Ingénierie |
| 172    | M.30344—B.32344—NA.31172—B.32343—M.30343 | Décembre 1981   |           | Île-de-France Mobilités | (M) · (7)  |                                      | 2021                | ACC Ingénerie |
| 173    | M.30346—B.32346—NA.31173—B.32345—M.30345 | Janvier 1982    |           | Île-de-France Mobilités | (M) · (7)  |                                      | 2022                | ACC Ingénerie |
| 174    | M.30348—B.32348—NA.31174—B.32347—M.30347 | Février 1982    |           | Île-de-France Mobilités | (M) · (7)  |                                      | 2021                | ACC Ingénerie |
| 175    | M.30350—B.32350—NA.31175—B.32349—M.30349 | Février 1982    |           | Île-de-France Mobilités | (M) · (7)  |                                      | 2022                | ACC Ingénerie |
| 176    | M.30352—B.32352—NA.31176—B.32351—M.30351 | Mars 1982       |           | Île-de-France Mobilités | (M) · (7)  |                                      | 2022                | ACC Ingénierie |
| 177    | M.30354—B.32354—NA.31177—B.32353—M.30353 | Mars 1982       |           | Île-de-France Mobilités | (M) · (7)  |                                      | 2022                | ACC Ingénerie |
| 178    | M.30356—B.32356—NA.31178—B.32355—M.30355 | Mars 1982       |           | Île-de-France Mobilités | (M) · (7)  |                                      | 2019                | ACC Ingénierie |
| 179    | M.30358—B.32358—NA.31179—B.32357—M.30357 | Avril 1982      |           | Île-de-France Mobilités | (M) · (7)  |                                      | 2020                | ACC Ingénerie |
| 180    | M.30360—B.32360—NA.31180—B.32359—M.30359 | Avril 1982      |           | Île-de-France Mobilités | (M) · (7)  |                                      | 2022                | ACC Ingénierie |
| 181    | M.30362—B.32362—NA.31181—B.32361—M.30361 | Avril 1982      |           | Île-de-France Mobilités | (M) · (7)  |                                      | 2020                | ACC Ingénierie |
| 182    | M.30364—B.32364—NA.31182—B.32363—M.30363 | Mai 1982        |           | Île-de-France Mobilités | (M) · (7)  |                                      | 2022                | ACC Ingénierie |
| 183    | M.30366—B.32366—NA.31183—B.32365—M.30365 | Juin 1982       |           | Île-de-France Mobilités | (M) · (8)  | (2017)                               | 2024                | ACC Ingénierie |
| 184    | M.30368—B.32368—NA.31184—B.32367—M.30367 | Juillet 1982    |           | Île-de-France Mobilités | (M) · (7)  |                                      | 2022                | ACC Ingénierie |
| 185    | M.30370—B.32370—NA.31185—B.32369—M.30369 | Juillet 1982    |           | Île-de-France Mobilités | (M) · (7)  |                                      | 2020                | ACC Ingénierie |
| 186    | M.30372—B.32372—NA.31186—B.32371—M.30371 | Août 1982       |           | Île-de-France Mobilités | (M) · (7)  |                                      | 2023                | ACC Ingénierie |
| 187    | M.30374—B.32374—NA.31187—B.32373—M.30373 | Janvier 1983    |           | Île-de-France Mobilités | (M) · (7)  |                                      | 2023                | ACC Ingénierie |
| 188    | M.30376—B.32376—NA.31188—B.32375—M.30375 | Janvier 1986    |           | Île-de-France Mobilités | (M) · (7)  | (2002)                               | 2022                | 7e tranche ACC Ingénierie |
| 189    | M.30378—B.32378—NA.31189—B.32377—M.30377 | Mars 1986       |           | Île-de-France Mobilités | (M) · (7)  | (2002)                               | 2022                | 7e tranche ACC Ingénierie |
| 190    | M.30380—B.32380—NA.31190—B.32379—M.30379 | Février 1986    |           | Île-de-France Mobilités | (M) · (7)  | (2002)                               | 2023                | 7e tranche ACC Ingénierie |
| 191    | M.30382—B.32382—NA.31191—B.32381—M.30381 | Mars 1986       |           | Île-de-France Mobilités | (M) · (7)  | (2002)                               | 2023                | 7e tranche ACC Ingénierie |
| 192    | M.30384—B.32384—NA.31192—B.32383—M.30383 | Avril 1986      |           | Île-de-France Mobilités | (M) · (7)  | (2002)                               | 2023                | 7e tranche ACC Ingénierie |
| 193    | M.30386—B.32386—NA.31193—B.32385—M.30385 | Avril 1986      |           | Île-de-France Mobilités | (M) · (7)  | (2002)                               | 2023                | 7e tranche ACC Ingénierie |
| 194    | M.30388—B.32388—NA.31194—B.32387—M.30387 | Mai 1986        |           | Île-de-France Mobilités | (M) · (7)  | (2002)                               | 2020                | 7e tranche ACC Ingénierie |
| 195    | M.30390—B.32390—NA.31195—B.32389—M.30389 | Juillet 1986    |           | Île-de-France Mobilités | (M) · (7)  | (2002)                               | 2023                | 7e tranche ACC Ingénierie |
| 196    | M.30392—B.32392—NA.31196—B.32391—M.30391 | Août 1986       |           | Île-de-France Mobilités | (M) · (7)  | (2002)                               | 2023                | 7e tranche ACC Ingénierie |
| 197    | M.30394—B.32394—NA.31197—B.32393—M.30393 | Octobre 1986    |           | Île-de-France Mobilités | (M) · (7)  | (2002)                               | 2022                | 7e tranche ACC Ingénierie |